# 山の一覧
山の一覧（やまのいちらん）は、世界の山の一覧である。

## 地球上の8,000m峰
8,000m峰14座（全てヒマラヤ山脈及びカラコルム山脈）。
- エベレスト （8,848 m）
- K2 （8,611 m）
- カンチェンジュンガ （8,586 m）
- ローツェ （8,516 m）
- マカルー （8,462 m）
- チョ・オユー （8,201 m）
- ダウラギリ （8,167 m）
- マナスル （8,163 m）
- ナンガ・パルバット （8,126 m）
- アンナプルナ （8,091 m）
- ガッシャーブルムI峰 （8,068 m）
- ブロード・ピーク （8,047 m）
- ガッシャーブルムII峰 （8,035 m）
- シシャパンマ （8,027 m）

## 地球上のその他の山（大陸別）

### アジア
- K2 （8,611 m） - パキスタン、中国国境世界第2位（登頂の困難さではエベレストより上）
- アイリババ山（英語版） （3,139 m） - トルクメニスタン/ウズベキスタン国境
- アラガツ山 （4,090 m） - アルメニア
- アララト山 （5,137 m） - トルコ、アルメニア
- アンナプルナ （8,091 m） - 世界第10位
- イスモイル・ソモニ峰 (7495 m) - タジキスタン
- ウィルヘルム山（4,508 m） - パプア・ニューギニア最高峰
- エベレスト （8,848 m） - ヒマラヤ山脈、ネパール、世界最高峰
- カイラス山 （6,656 m） - チベット
- ガッシャーブルムI峰 （8,068 m） - 世界第11位
- ガッシャーブルムII峰 （8,035 m） - 世界第13位
- カピジク山 （3,904 m） - アルメニア
- ガンカー・プンスム （7,570 m） - 未踏峰の最高峰
- カンチェンジュンガ （8,586 m） - 世界第3位 ネパール-インド
- キナバル山 （4,093 m） - マレーシア
- ギャチュンカン （7,952 m） - ネパール
- 玉山 （3,952 m） - 台湾最高峰（日本統治時代には新しい日本最高峰の意味で「新高山」と名づけられた）
- コルジェネフスカヤ峰 (7,105 m) - タジキスタン
- コングール山（公格爾山） （7,719 m） - 中華人民共和国
- シシャパンマ （8,013 m） - 世界第14位
- ジャヌー （7,710 m） - ネパール
- シヴリン （6,543 m） - インド
- ダウラギリ （8,167 m） - 世界第7位
- チョ・オユー （8,201 m） - 世界第6位
- ダマーヴァンド山 （5,671 m） - イラン
- ナムチャバルワ　（7,782 m） - 中華人民共和国
- ナンガ・パルバット （8,125 m） - 世界第9位、パキスタン
- ヌプツェ （7,861 m） - ネパール。山の名は「（チョモランマの）西峰」という意味。
- ハズレット・スルタン山 （4,643 m） - ウズベキスタン/タジキスタン国境
- 漢拏山（ハルラサン） （1,956 m） - 大韓民国最高峰
- ハン・テングリ （7,010 m） - 中華人民共和国/キルギス国境
- ピーク29 （7,871 m） - ネパール
- ヒマルチュリ （7,893m） - ネパール
- プモリ （7,161m） - ネパール/中国
- ブロード・ピーク （8,047 m） - 世界第12位
- 白頭山（長白山） （2,744 m） - 北朝鮮/中国
- ベルーハ山 （4,506 m） - カザフスタン/ロシア連邦国境
- ポベーダ山 （7,439 m） - 中華人民共和国/キルギス国境
- マカルー （8,462 m） - 世界第5位 ネパール
- マッシャーブルム（K1）　(7,821 m) - パキスタン
- マナスル （8,156 m） - 世界第8位 ネパール
- ミニヤコンカ （7,556 m）- 中華人民共和国
- ムスターグ・アタ（慕士塔格峰） (7,546 m) - 中華人民共和国
- 梅里雪山（メイリーシュエシャン/ミンリンカンリ） (6,740 m) - 中華人民共和国
- レーニン峰 (7,130 m) - タジキスタン
- ローツェ （8,516 m） - 世界第4位 ネパール

#### 日本
- 富士山 （3,776 m） - 日本最高峰

### ヨーロッパ

#### アルプス
- アイガー - （3,975 m） - スイス
- グランコンバン （4,312 m） - スイス
- グランド・ジョラス （4,208 m） - フランス・イタリア国境
- マッターホルン （4,478 m） - イタリア・スイス国境
- モンブラン （4,810 m） - フランス・イタリア国境。西ヨーロッパ・アルプス最高峰
- モンテローザ （4,609 m） - イタリア・スイス国境、スイス最高峰

#### バルカン・キプロス
- オリンポス山 （2917 m） ギリシャ
- オリンポス山 （1951 m） キプロス
- コラブ （2764 m） 北マケドニア・アルバニア国境
- パルナッソス山 （2457 m） ギリシャ
- ボテフ （2376 m） ブルガリア

#### コーカサス
- エルブルス山 （5642 m） - ヨーロッパ最高峰

#### イギリス
- ベン・ネビス山 （1344 m） スコットランド

#### ピレネー
- アネート山 （3404m） スペイン側

#### スカンジナビア
- グリッテルティン （2470 m） ノルウェー南部

### アフリカ
- エミクシ山 （3,415 m） - チャド
- エルゴン山 （4,310 m） - ウガンダ・ケニア
- オルデアニ山 （3,188 m） - タンザニア
- オルドイニョ・レンガイ （2,960 m） - タンザニア
- カメルーン山 （4,095 m） - カメルーン
- カリシンビ山 （4,507 m） - ルワンダ・コンゴ民主共和国
- キリマンジャロ （5,895 m） - タンザニア、アフリカ最高峰
- ケニア山 （5,199 m） - ケニア
- シナイ山 （2,285 m） - エジプト
- ツブカル山 （4,167 m） - モロッコ
- マラー山 （3,071 m） - スーダン
- ムランジェ山 （3,001 m） - マラウイ
- メルー山 （4,565 m） - タンザニア
- ラスダシャン山 （4,620 m） - エチオピア
- ルウェンゾリ山 （5,110 m） - コンゴ民主共和国・ウガンダ

### 北アメリカ
- アシニボイン （3,618 m） - カナダ・アルバータ州、ブリティッシュコロンビア州
- パイクス山（4,317 m） - コロラド州
- ハンター山 （4,442 m） - アラスカ州
- フォーレイカー山 （5,304 m） - アラスカ州
- ホイーラー山 - ネバダ州
- デナリ （マッキンリー山） （6,168 m） - アラスカ州　北アメリカ最高峰
- ロブソン山　（3,954 m） - カナダ・ブリティッシュコロンビア州
- ローガン山 （5,959 m） - カナダ・ユーコン準州
- シャスタ山 （4,322 m） - カリフォルニア州
- ホイットニー山 （4,418 m） - カリフォルニア州
- レーニア山（4,392 m） - ワシントン州
- セント・ヘレンズ山（2,550 m） - ワシントン州
- セックス山（1,753 m） - モンタナ州

### 南アメリカ
- アコンカグア （6,959 m） - アルゼンチン、南アメリカ最高峰
- コトパクシ山 （5,897 m） - エクアドル
- サハマ山　（6,549m） - ボリビア最高峰
- チンボラソ （6,310 m） -  エクアドル最高峰
- ロライマ山 （2,810 m） - ベネズエラ・ブラジル・フランス領ギアナ
- クケナン山 （2,680 m） - ベネズエラ・フランス領ギアナ
- ワスカラン （6,768 m） - ペルー最高峰
- パイネ（3,050 m） - チリ観光地

### オセアニア
- プンチャック・ジャヤ （4,884 m）- インドネシア最高峰
- クック山 （3,754 m） - ニュージーランド最高峰
- コジウスコ （2,228 m） - オーストラリア大陸最高峰
- マウナ・ロア - ハワイ
- マウナ・ケア （4,205 m） - ハワイ （海底からの高さが）世界最大の海火山

### 南極
- ヴィンソン・マッシーフ （4,897 m）南極最高峰
- エレバス山 （3,794 m）